# Havies de ser tu
Havies de ser tu (títol original en anglès: Leap Year) és una pel·lícula "road movie" de comèdia romàntica de 2010 dirigida per Anand Tucker i escrita per Harry Elfont i Deborah Kaplan. Està lleugerament basada en Sé el que vull i Va succeir una nit i és protagonitzada per Amy Adams i Matthew Goode.
La pel·lícula segueix Ana, una decoradora de pisos en venda, que es dirigeix a Irlanda per preguntar-li al seu xicot si accepta la seva proposta de casament el dia 29 de febrer. Una tradició irlandesa no permet que els homes puguin rebutjar la proposta de matrimoni d'una dona aquest dia. Els seus plans es veuen interromputs per una sèrie d'esdeveniments i encara es compliquen més quan demana l'ajuda d'un irlandès propietari d'un bar local, Declan, per dur-la fins a Dublín a trobar-se amb el seu xicot.
El rodatge va tenir lloc al comtat de Wicklow, a Dublín, al Comtat de Mayo, i al Comtat de Galway, i es va gravar a les rodalies de les illes Aran, Conamara, Temple Bar, Dublín georgià, Parc Nacional de Wicklow, i al carrer Olaf de Waterford.
Leap Year es va estrenar a la ciutat de Nova York el 6 de gener de 2010 i als cinemes estatunidencs, el 8 de gener de 2010, per Universal Studios; i el 28 de febrer, per Optimum Releasing a Irlanda. La pel·lícula va rebre majoritàriament crítiques negatives, amb molts criticant-ne el ritme, trama i la química limitada entre Adams i Goode.
Es va estrenar als cinemes catalans el 24 de juny de 2010. Ha estat doblada al català.

## Repartiment
- Amy Adams com a Anna Brady
- Matthew Goode com a Declan O'Callaghan
- Adam Scott com a Jeremy Sloane
- John Lithgow com a Jack Brady, pare de l'Anna
- Kaitlin Olson com a Libby
- Noel O'Donovan com a Seamus
- Tony Rohr com a Frank
- Pat Laffan com a Donal
- Alan Devlin com a Joe
- Ian McElhinney com a Priest
- Vincenzo Nicoli com a Stefano
- Flaminia Cinque com a Carla
- Peter O'Meara com a Ron